# CSX Transportation
CSX Transportation (reporting mark CSXT) is een spoorwegmaatschappij in het oosten van de Verenigde Staten. Het is een zogenaamde Class I railroad en daarmee een van de grootste goederenvervoerders per spoor in Noord-Amerika. Het moederbedrijf is CSX Corporation. Andere onderdelen van dit bedrijf zijn onder andere CSX Intermodal en CSX Technology.

## Aanloop tot de fusie
CSX is ontstaan in de jaren ‘80 uit fusies tussen diverse spoorwegbedrijven die op hun beurt ook weer het gevolg waren van fusies. Hierdoor kent CSX - ondanks zijn relatief jonge bestaan – een rijke historie: het bedrijf is namelijk erfgenaam van vele maatschappijen uit de oostelijke helft van de VS, zoals de Baltimore & Ohio Railroad, Western Maryland Railway, Chesapeake & Ohio Railway, Seaboard Coast Line en Louisville & Nashville.
In 1963 kreeg de Chesapeake & Ohio Railway (C&O) controle over de Baltimore & Ohio Railroad (B&O). Een jaar later werd de Western Maryland Railway overgenomen. In 1973 gingen deze drie maatschappijen verder als Chessie System.
De spoorwegbedrijven Atlantic Coast Line en Seaboard Air Line vormden in 1967 de Seaboard Coast Line. In 1972 gingen ze met enkele andere bedrijven samenwerken onder de naam The Family Lines.
In 1980 besloten Chessie System en Seaboard Coast Line samen te werken onder de naam CSX Corporation. Het samenwerkingsverband van The Family Lines – waar Seaboard Coast Line toe behoorde - werd in 1983 officieel samengevoegd tot Seaboard System Railroad. Deze laatste ging op 1 juli 1986 op in het nieuw opgerichte CSX Transportation. Op 30 april 1987 hield B&O officieel op te bestaan en ging op in C&O; op 31 augustus van dat jaar werd C&O samengevoegd in CSX Transportation.

## Overname van Conrail
Het spoorwegbedrijf Conrail was in 1976 door de overheid opgericht naar aanleiding van het faillissement van Penn Central en een aantal andere spoorwegmaatschappijen in het noordoosten van de Verenigde Staten. Conrail was in de jaren ’90 uitgegroeid tot een succesvol bedrijf. CSX en concurrent Norfolk Southern hadden beide interesse in een overname van Conrail. In 1997 deden ze bij de Surface Transportation Board een aanvraag om Conrail te mogen kopen en opsplitsen tussen beide bedrijven. In 1998 werd de aanvraag goedgekeurd. CSX kocht 42% van de aandelen van Conrail en kreeg zo’n 3200 mijl spoorlijn in handen. In 1999 startte CSX met de exploitatie van de nieuwverworven lijnen.
De gedeeltelijke overname van Conrail zorgde echter voor grote logistieke problemen bij CSX. Beide systemen waren onvoldoende geïntegreerd. Norfolk Southern kende ook logistieke problemen als gevolg van de overname van Conrail, maar was beter in staat deze problemen op te lossen dankzij een efficiënte bedrijfsvoering en een slagvaardig management. De bedrijfsvoering bij CSX was al sinds het ontstaan van het bedrijf weinig efficiënt en het ontbrak er al geruime tijd aan goed management. Terwijl Norfolk Southern een duidelijk herstelplan opstelde en vervolgens ook uitvoerde – met als gevolg dat de problemen van de Conrail overname werden opgelost –, bleef CSX worstelen met verschillende plannen die weinig consequent werden uitgevoerd.

## Vervoer
CSX verzorgt niet alleen goederenvervoer per spoor, maar ook de mogelijkheid van voor- en natransport per vrachtwagen. Tevens zijn er verbindingen met diverse havens. Dankzij samenwerking met andere spoorwegmaatschappijen worden goederen door het hele continent vervoerd, zoals: steenkool, auto’s, agrarische producten, chemicaliën, staal en fosfaat. Per dag rijden ongeveer 1200 treinen die samen 20.000 wagonladingen vervoeren.